# سالواتوره میچیلی (بازیکن فوتبال)
سالواتوره میچیلی (ایتالیایی: Salvatore Miceli؛ زادهٔ ۵ مارس ۱۹۷۴) یک ورزشکار اهل ایتالیا است.
از باشگاه‌هایی که در آن بازی کرده‌است می‌توان به باشگاه فوتبال ونتزیا، کاتانیا، سمپدوریا، ناپولی، و پیاچنزا اشاره کرد.